# Слава Клавора
Слава Клавора (Марибор, 11. мај 1921 — Марибор, 24. август 1941) била је учесница Народноослободилачке борбе и народни херој Југославије.

## Биографија
Рођена је 11. маја 1921. године у Марибору, у породици поштанског радника, који се одселио из словеначког приморја, након што га је окупирала Италија. Похађала је Економску школу у Марибору, где је дошла у дотицај с осталим комунистима.
На јесен 1939. године, уписала је Економски факултет у Загребу. Ту је постала чланица левичарског академског друштва Триглав. Крајем 1939. године, постала је чланица Комунистичке партије Југославије (КПЈ) и ускоро била изабрана у актив партијске ћелије.
Априла 1940. године, учествовала је у културној турнеји по Босни и Херцеговини и у раду народно-одбрамбеног табора на југословенско-аустријској граници и у Прекомурју.
Неколико дана пре избијања Априлског рата 1941. године, вратила се у Марибор и постала чланица Покрајинског комитета Комунистичке партије Словеније за Штајерску, чији је секретар био Славко Шландер. У комитету је била одговорна за рад СКОЈ-а, чија је секретарица била.
Након окупације Југославије, родитељи су јој били исељени. После напада Немачке на Совјетски Савез 22. јуна 1941, прешла је у илегалност и обављала курирске послове. Помагала је и у илегалној техници у стану Маре Чепић и радила на шапирографу.
Дана 7. августа 1941. године, у стан Маре Чепић провалили су гестаповци, те ухапсили и одвели у затвор све илегалце које су тамо затекли. Међу њима је била и Слава Клавора. При изласку из куће, Славко Шландер је покушао да ју истргне из руку гестаповаца, али је и сам био свладан.
Дана 8. августа су ју одвели у Грац и покушавали да од ње изнуде информације, али није ништа одала, па су ју 15. августа вратили у Марибор. Увече 24. августа, стрељали су ју заједно са још девет другова.
Указом председника ФНР Југославије Јосипа Броза Тита 27. новембра 1953.  проглашена је за народног хероја.
По њој данас носи име основна школа у Марибору.